# Stuchanov
Stuchanov je část města Sedlec-Prčice v okrese Příbram ve Středočeském kraji. Nachází se asi 2,5 kilometru západně od Sedlce. Částí města protéká Martinický potok. Je zde evidováno 17 adres. V roce 2011 zde trvale žilo 31 obyvatel.
Stuchanov leží v katastrálním území Kvasejovice o výměře 5,73 km².

## Historie
První písemná zmínka o vesnici pochází z roku 1545.

## Obyvatelstvo
| Rok            | 1869 | 1880 | 1890 | 1900 | 1910 | 1921 | 1930 | 1950 | 1961 | 1970 | 1980 | 1991 | 2001 | 2011 | 2021 |
| -------------- | ---- | ---- | ---- | ---- | ---- | ---- | ---- | ---- | ---- | ---- | ---- | ---- | ---- | ---- | ---- |
| Počet obyvatel | 99   | 90   | 84   | 96   | 86   | 85   | 84   | 66   | 72   | 57   | 42   | 37   | 28   | 31   | 31   |
| Počet domů     | 15   | 16   | 17   | 17   | 17   | 17   | 17   | 16   | 16   | 16   | 14   | 16   | 16   | 17   | 17   |

## Obecní správa
Při sčítání lidu v letech 1850–1979 Stuchanov byl osadou obce Kvasejovice, se kterým patřil nejprve do okresu Sedlčany, ale od roku 1960 v okrese Benešov. Od 1. ledna 1980 je částí města Sedlec-Prčice v okrese Benešov. Od 1. ledna 2007 vesnice přešla spolu s městem Sedlec-Prčice z okresu Benešov do okresu Příbram.